# Meio ambiente

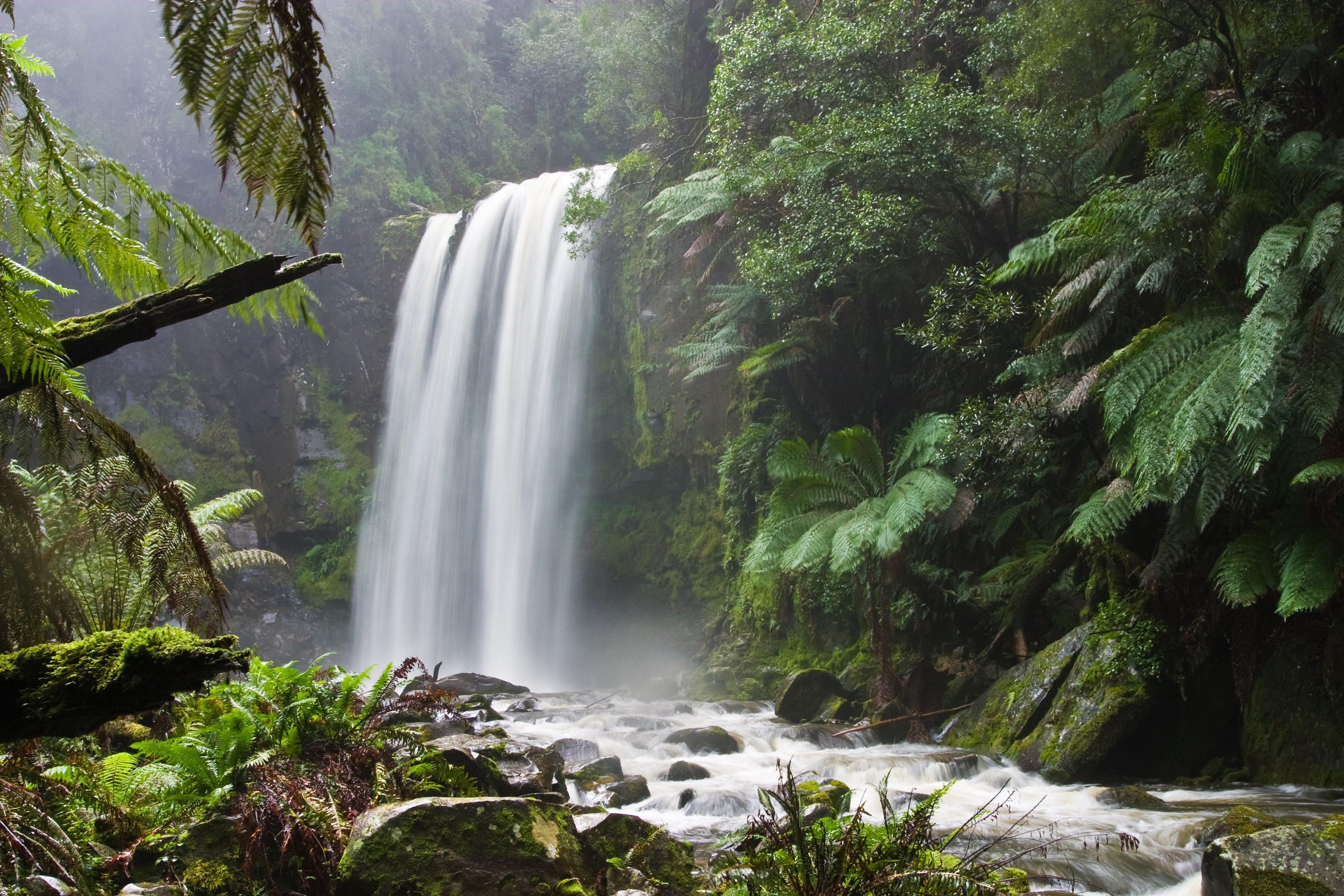
Cascata de Hopetoun, próxima do Parque Nacional Great Otway, no estado de Vitória, na Austrália.

O meio ambiente (do latim: ambĭens,ēntis, de ambīre: "andar ao redor", "rodear') refere-se ao conjunto de fatores físicos, biológicos e químicos que cerca os seres vivos, influenciando-os e sendo influenciado por eles. Pode ser entendido também como  o conjunto de condições que permitem abrigar e reger a vida em todas as suas formas - os ecossistemas  que existem na Terra.

## Conceito
O conceito de meio ambiente pode ser identificado por seus componentes:
- Completo conjunto de unidades ecológicas que funcionam como um sistema natural;
- Recursos naturais e fenômenos físicos universais que não possuem um limite claro, como ar, água, e clima, assim como energia, radiação, descarga elétrica e magnetismo, que não são originados por atividades humanas.

A Conferência de Estocolmo, organizada pelas Organização das Nações Unidas em 1972, abordou o tema da relação da sociedade com o meio ambiente. Foi a primeira grande atitude mundial no sentido de tentar preservar o meio ambiente. Nessa conferência, o meio ambiente foi definido como sendo "o conjunto de componentes físicos, químicos, biológicos e sociais capazes de causar efeitos diretos ou indiretos, em um prazo curto ou longo, sobre os seres vivos e as atividades humanas."
No Brasil, a Política Nacional do Meio Ambiente (PNMA) estabelecida pela Lei No. 6.938 de 31 de agosto de 1981[a] e regulamentada pelo Decreto nº 99.274, de 6 de junho de 1990 define meio ambiente como "o conjunto de condições, leis, influências e interações de ordem física, química e biológica, que permite, abriga e rege a vida em todas as suas formas". 
Em Portugal, o meio ambiente é definido pela Lei de Bases do Ambiente (Lei nº 11/87) como "o conjunto dos sistemas físicos, químicos, biológicos e suas relações, e dos factores económicos, sociais e culturais com efeito directo ou indirecto, mediato ou imediato, sobre os seres vivos e a qualidade de vida do homem.".

## Etimologia
O termo "meio ambiente" provêm do latim "ambĭens,ēntis", de "ambīre" ou "ambiens" que em português tem o sentido de "andar ao redor", "rodear", "envolver".

## Composição

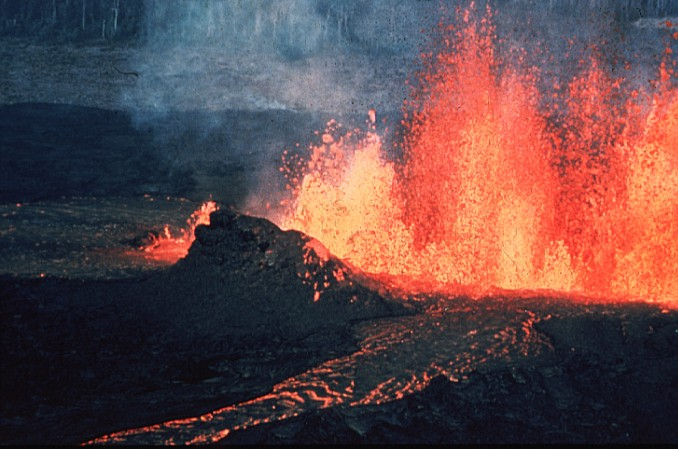
Explosão vulcânica.

As ciências da Terra geralmente reconhecem três esferas, a litosfera, a hidrosfera e a atmosfera ,que juntas formam a biosfera; correspondentes respetivamente às rochas, água, ar e vida. Alguns cientistas incluem, como parte das esferas da Terra, a criosfera (correspondendo ao gelo) como uma porção distinta da hidrosfera, assim como a pedosfera (correspondendo ao solo) como uma esfera ativa.
Ciências da Terra é um termo genérico para as ciências relacionadas ao planeta Terra. Há quatro disciplinas principais nas ciências da Terra: geografia, geologia, geofísica e geodésia. Essas disciplinas principais usam física, química, biologia, cronologia e matemática para criar um entendimento qualitativo e quantitativo para as áreas principais ou esferas do "sistema da Terra".

## Atividades geológicas
A crosta da Terra, ou litosfera, é a superfície sólida externa do planeta e é química e mecanicamente diferente do manto do interior. A crosta tem sido gerada largamente pelo processo de criação das rochas ígneas, no qual o magma (rocha derretida) se resfria e se solidifica para formar rocha sólida. Abaixo da litosfera se encontra o manto no qual é aquecido pela desintegração dos elementos radioativos. O processo de convecção faz as placas da litosfera se moverem, mesmo lentamente. O processo resultante é conhecido como tectonismo. Vulcões se formam primariamente pelo derretimento do material da crosta da zona de subducção ou pela ascensão do manto nas dorsais oceânicas e pluma mantélica.

## Água na Terra

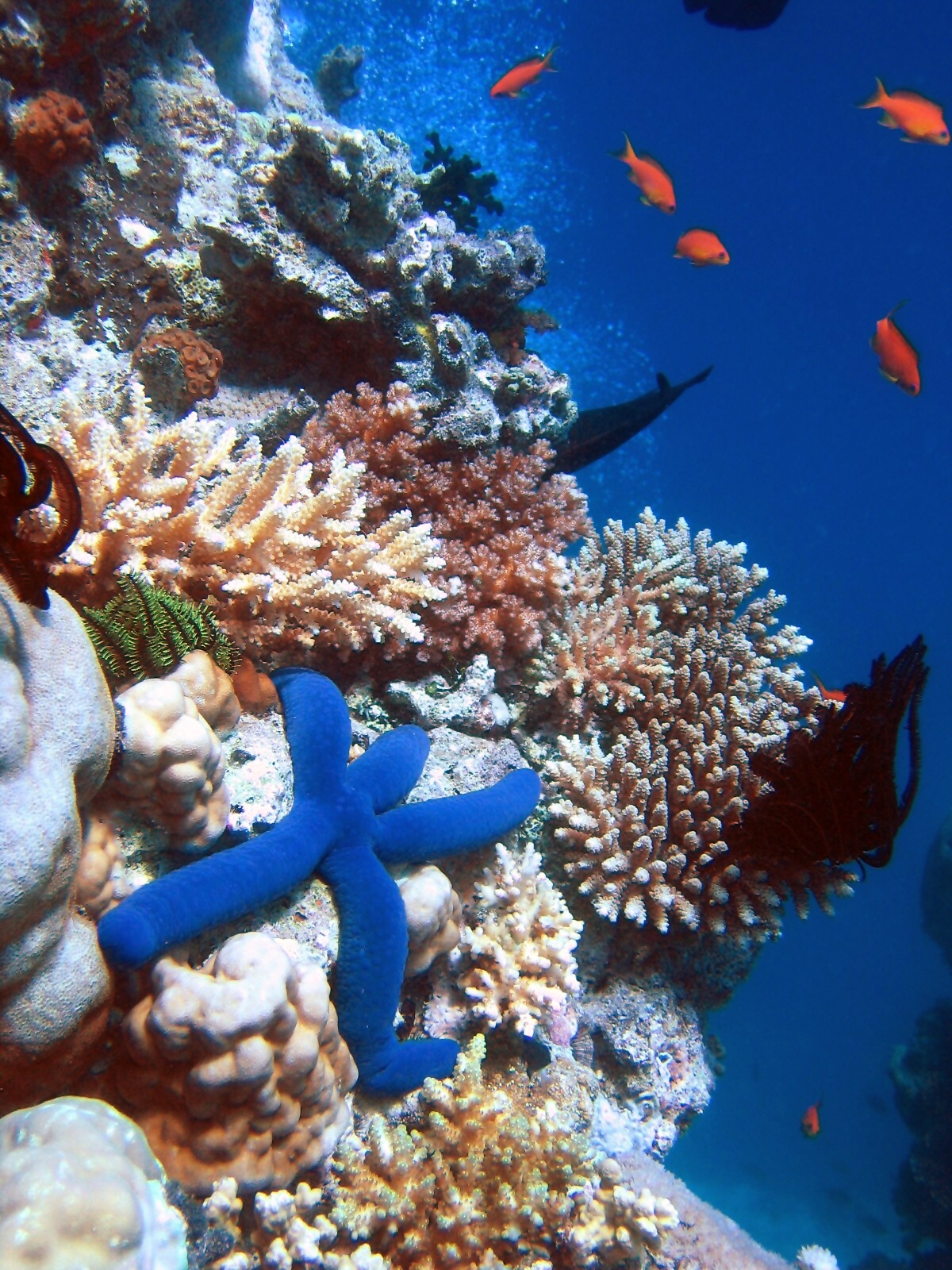
Os recifes de coral têm uma grande biodiversidade.

### Oceanos
Um oceano é um grande corpo de água salina e um componente da hidrosfera. Aproximadamente 71% da superfície da Terra (uma área de 361 milhões de quilômetros quadrados) é coberta pelo oceano, um contínuo corpo de água que é geralmente dividido em vários oceanos principais e mares menores. Mais da metade dessa área está numa profundidade maior que três mil metros. A salinidade oceânica média é por volta de 35 partes por milhar (ppt) (3,5%), e praticamente toda a água do mar tem uma salinidade de 30 a 38 ppt. Apesar de geralmente reconhecidos como vários oceanos 'separados', essas águas formam um corpo global interconectado de água salina por vezes chamado de Oceano Global. Esse conceito de oceano global como um corpo contínuo de água com um intercâmbio relativamente livre entre suas partes é de fundamental importância para a oceanografia. As principais divisões oceânicas são definidas em parte pelos continentes, vários arquipélagos, e outros critérios: essas divisões são (em ordem decrescente de tamanho) o Oceano Pacífico, o Oceano Atlântico, o Oceano Índico, o Oceano Antártico e o Oceano Ártico.

### Rios

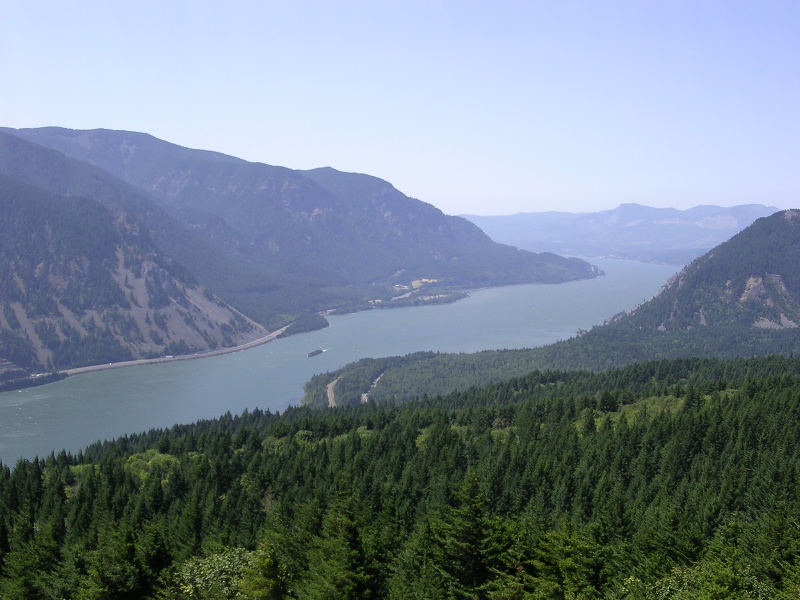
O rio Columbia no estado americano de Oregon.

Um rio é um curso de água natural, que tem origem na nascente, geralmente de água doce, fluindo em direção a um oceano, lago, mar, pântano, ou outro rio.  Em alguns poucos casos, o rio simplesmente flui para o solo ou seca completamente antes de alcançar outro corpo de água. Rios pequenos podem ser conhecidos por vários outros nomes, incluindo córrego, angra e  ribeiro, córrego, canal, riacho, arroio, riachuelo ou ribeiro.
Nos Estados Unidos, um rio é classificado como tal se tiver mais de dezoito metros de largura. A água do rio geralmente está em um canal, formado por um leito entre bancos. Em rios mais largos há também muitas zonas sujeitas a inundações formadas pelas águas de enchente atingindo o canal. Essas zonas podem ser bem largas em relação ao tamanho do canal do rio. Rios são parte do ciclo da água. A água do rio é geralmente coletada da precipitação através da bacia hidrográfica e por reabastecimento da água subterrânea, nascentes e liberação da água armazenada nas geleiras e coberturas de neve.

#### Córrego
Um córrego é um corpo de água fluindo como uma corrente, confinado entre um berço e bancos. Em alguns países ou comunidades, um córrego pode ser definido por seu tamanho. Nos Estados Unidos, um córrego é classificado como um curso de água com menos que dezoito metros de largura. Córregos são importantes corredores que conectam habitats fragmentados e assim conservam a biodiversidade. O estudo de córregos e caminhos de água em geral é conhecido como hidrologia de superfície. Os córregos incluem angras, os afluentes que não alcançam um oceano e não se conectam com um outro córrego ou rio, e os ribeiros que são pequenos córregos geralmente originários de uma nascente ou escoam para o mar.

### Lagos

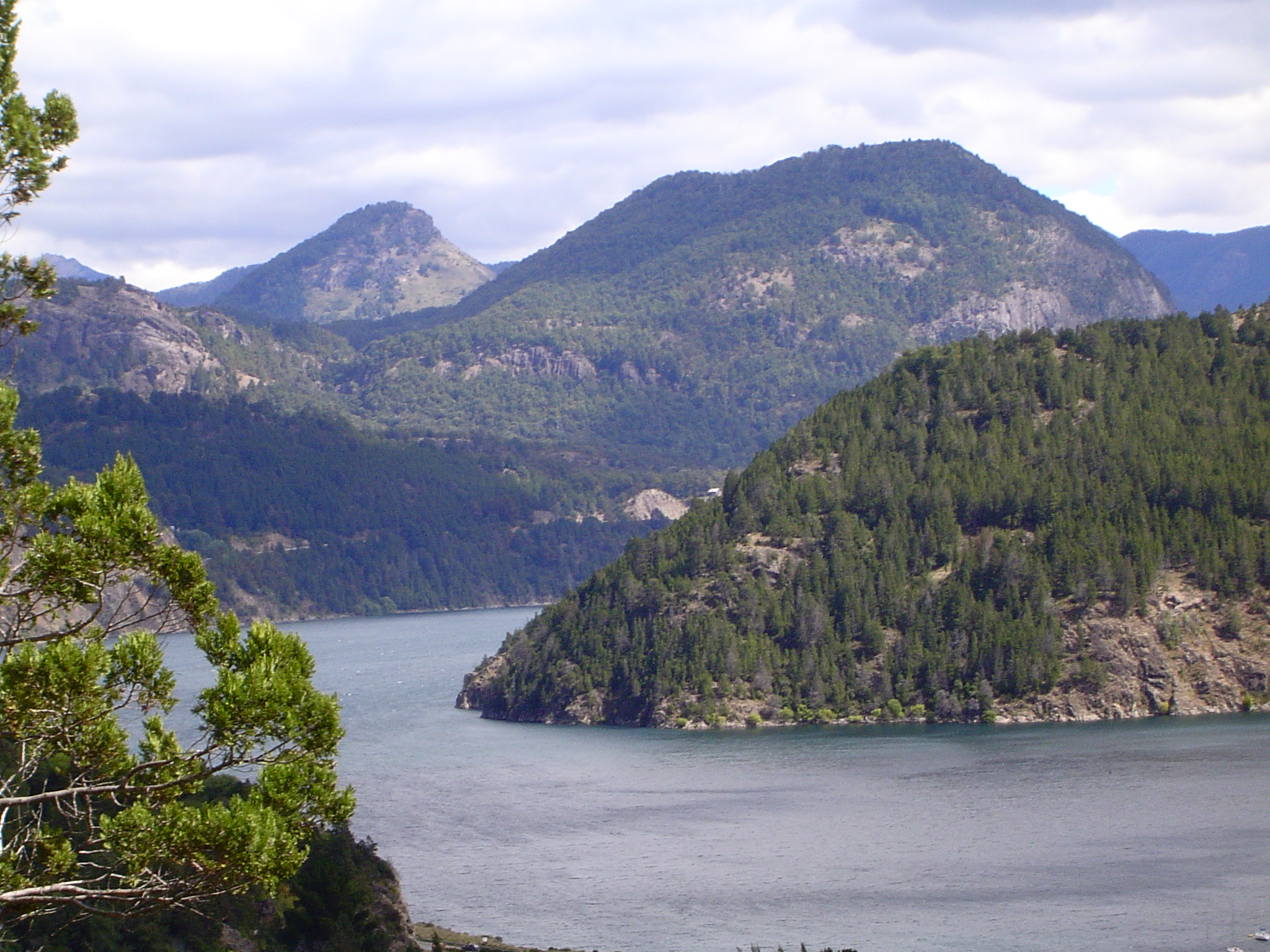

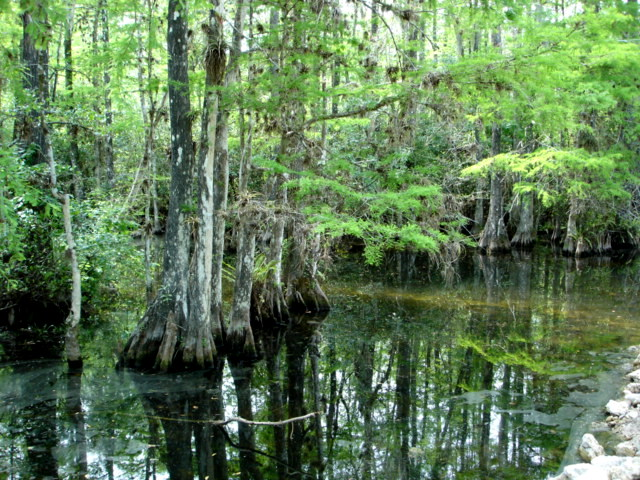

O lago (do termo latino lacus) é um acidente geográfico, um corpo de água que está localizado no fundo de uma depressão. O corpo de água é considerado um lago quando está cercado por terra, não faz parte de um oceano, é mais largo e mais profundo que uma lagoa e é alimentado por um rio.
Lagos naturais da Terra são geralmente encontrados em áreas montanhosas, riftes, e áreas com glaciação em andamento ou recente. Outros lagos são encontrados em bacias endorreicas ou ao longo do curso de rios maduros. Em algumas partes do mundo, há muitos lagos por causa do caótico padrão de drenagem deixado pela última Era do Gelo. Todos os lagos são temporários em relação a escalas geológicas de tempo, pois eles são lentamente preenchidos com sedimentos ou são liberados da bacia que os contém.

#### Lagoa
Uma lagoa é um corpo de água estagnada, natural ou criada pelo ser humano, que quase sempre é menor que um lago. Uma grande variedade de corpos de água feitos pelo homem podem ser classificados como lagoas, incluindo jardins aquáticos criados para ornamentação estética, viveiros de peixe criados para reprodução comercial de peixes, e lagoas solares criadas para armazenar energia térmica. Lagoas e lagos podem se diferenciar de córregos pela velocidade da correnteza. Enquanto a corrente de córregos é facilmente observada, lagos e lagoas possuem microcorrentes guiadas termicamente e correntes moderadas criadas pelo vento.

## Atmosfera

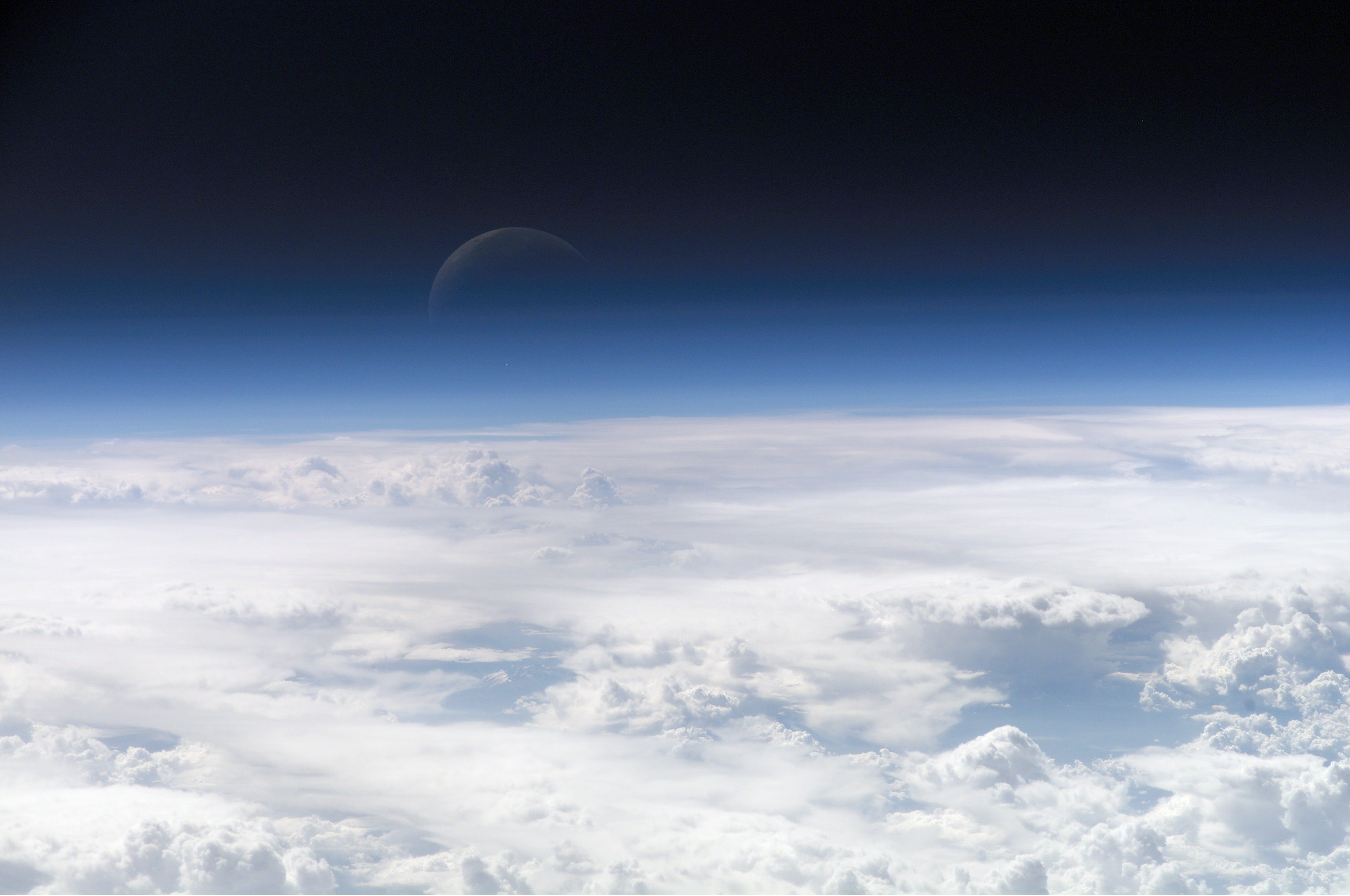

A atmosfera da Terra serve como um fator principal para sustentar o ecossistema planetário. A fina camada de gases que envolve a Terra é mantida no lugar pela gravidade do planeta. O ar seco consiste em 78% de nitrogênio, 21% oxigênio, 1% árgon e outros gases inertes como o dióxido de carbono. Os gases restantes são geralmente referenciados como "trace gases", entre os quais se encontram os gases do efeito estufa como o vapor d'água, dióxido de carbono, metano, óxido nitroso e ozônio. O ar filtrado inclui pequenas quantidades de muitos outros compostos químicos. O ar também contém uma quantidade variável de vapor d'água e suspensões de gotas de água e cristais de gelo vistos como nuvens. Muitas substâncias naturais podem estar presentes em quantidades mínimas em amostras de ar não filtrado, incluindo poeira, pólen e esporos, maresia, cinzas vulcânicas e meteoroide. Vários poluentes industriais também podem estar presentes, como cloro (elementar ou em compostos), compostos de flúor, mercúrio na forma elementar, e compostos de enxofre como o dióxido de enxofre [SO²].
A camada de ozônio da atmosfera terrestre possui um importante papel em reduzir a quantidade de radiação ultravioleta (UV) que atinge a superfície. Como o DNA é facilmente danificado pela luz UV, isso serve como proteção para a vida na superfície. A atmosfera também retém calor durante a noite, assim reduzindo os extremos de temperatura durante o dia.

### Camadas atmosféricas
Principais camadas
A atmosfera terrestre pode ser dividida em cinco camadas principais. Essas camadas são determinadas principalmente pelo aumento ou redução da temperatura de acordo com a altura. Da mais alta à mais baixa, essas camadas são:
- Exosfera
- Termosfera
- Mesosfera
- Estratosfera
- Troposfera

Outras camadas
- Ozonosfera
- Ionosfera
- Homosfera e heterosfera
- Camada limite atmosférica

#### Efeitos do aquecimento global

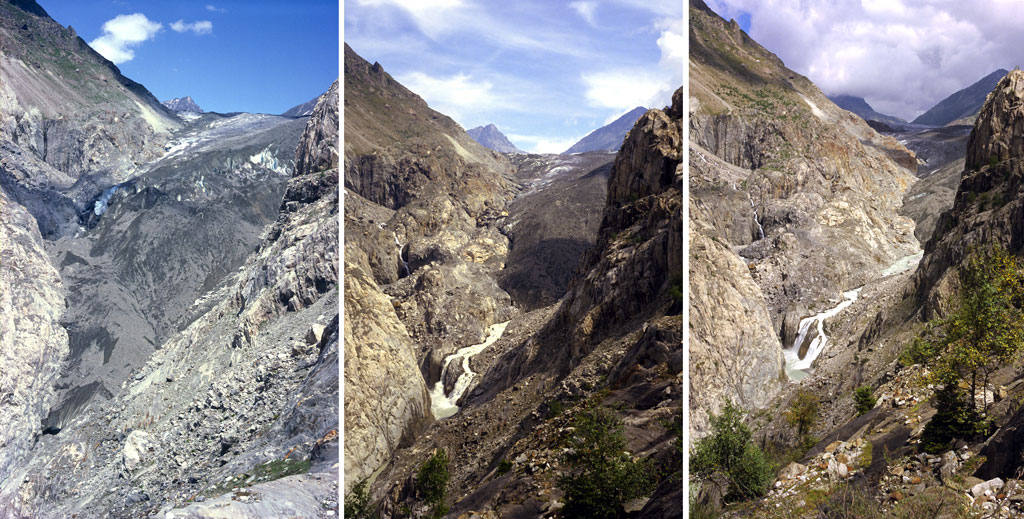

O aquecimento global está sendo estudado por um grande número de cientistas, que estão cada vez mais preocupados com os seus efeitos potenciais a longo prazo em nosso ambiente natural e no planeta. De especial preocupação é como a mudança climática e o aquecimento global causados por fatores antrópicos, como a liberação de gases do efeito estufa, mais notavelmente o dióxido de carbono, podem interagir e ter efeitos adversos sobre o planeta, seu ambiente natural e a existência humana. Esforços têm sido focados na mitigação dos efeitos dos gases de estufa, que estão causando mudanças climáticas, e no desenvolvimento de estratégias de adaptação para o aquecimento global, para ajudar homens, espécies de animais e plantas, ecossistemas, regiões e nações a se adequarem aos efeitos deste fenômeno. Alguns exemplos de colaboração recente em relação a mudança climática e aquecimento global incluem:

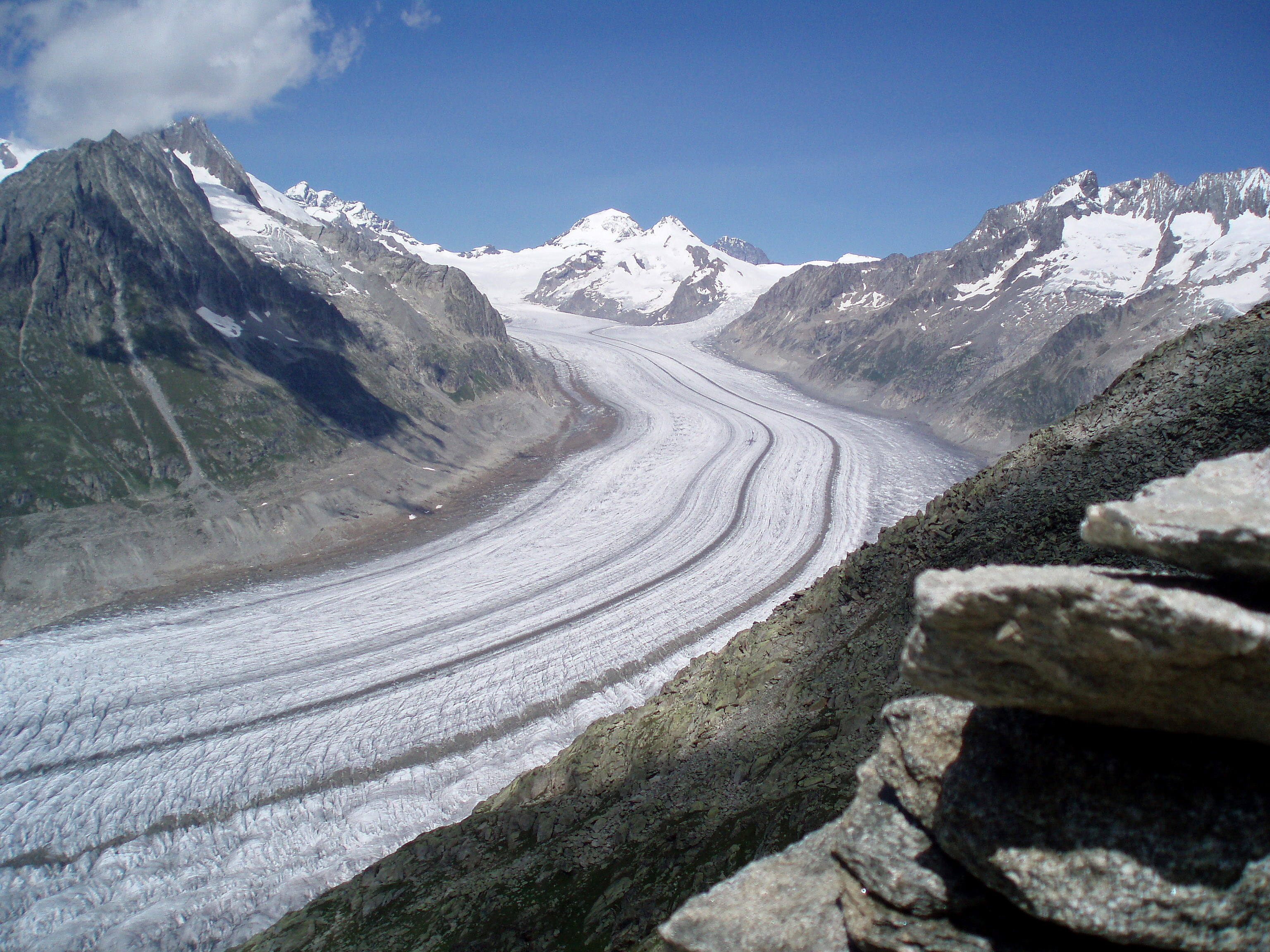

- O tratado e convenção da Convenção-Quadro das Nações Unidas sobre a Mudança do Clima sobre Mudança Climática, para estabilizar as concentrações de gases estufa na atmosfera em um nível que iria prevenir uma perigosa interferência antropogênica no sistema climático;[12]
- O Protocolo de Quioto, que é o acordo internacional com o objetivo de reduzir os gases de estufa, em um esforço de prevenir mudanças climáticas antropogênicas;[13]
- A Iniciativa Climática Ocidental, para identificar, avaliar, e implementar meios coletivos e cooperativos para reduzir os gases de estufa, se focando em um sistema de mercado de captação e troca.[14]

Um desafio significante é identificar as dinâmicas do ambiente natural em contraste com as mudanças ambientais que não fazem parte das variações naturais. Uma solução comum é adaptar uma visão estática que negligencia a existência de variações naturais. Metodologicamente, essa visão pode ser defendida quando olhamos processos que mudam lentamente e séries de curto prazo, apesar do problema aparecer quando processos rápidos se tornam essenciais no objeto de estudo.

### Clima
O clima incorpora as estatísticas de temperatura, umidade, pressão atmosférica, vento, chuva, contagem de partículas atmosféricas e muitos outros elementos meteorológicos em uma dada região por um longo período de tempo. O clima pode se opor ao tempo, na medida em que esse é a condição atual dos mesmos elementos em períodos de no máximo duas semanas.
O clima de um local é afetado pela sua latitude, terreno, altitude, cobertura de gelo ou neve, assim como corpos de água próximos e suas correntezas. O clima pode ser classificado de acordo com o valor média e típico de diferentes variáveis, as mais comuns sendo temperatura e precipitação. O método mais usado de classificação foi desenvolvido originalmente por Wladimir Köppen. O sistema Thornthwaite, em uso desde 1948, incorpora evapotranspiração em adição à informação sobre temperatura e precipitação e é usado para estudar no estudo da diversidade de espécies animais e os impactos potenciais das mudanças climáticas. Os sistemas de classificação de Bergeron e o Spatial Synoptic Classification se focam na origem de massas de ar definindo o clima em certas áreas.

### Tempo

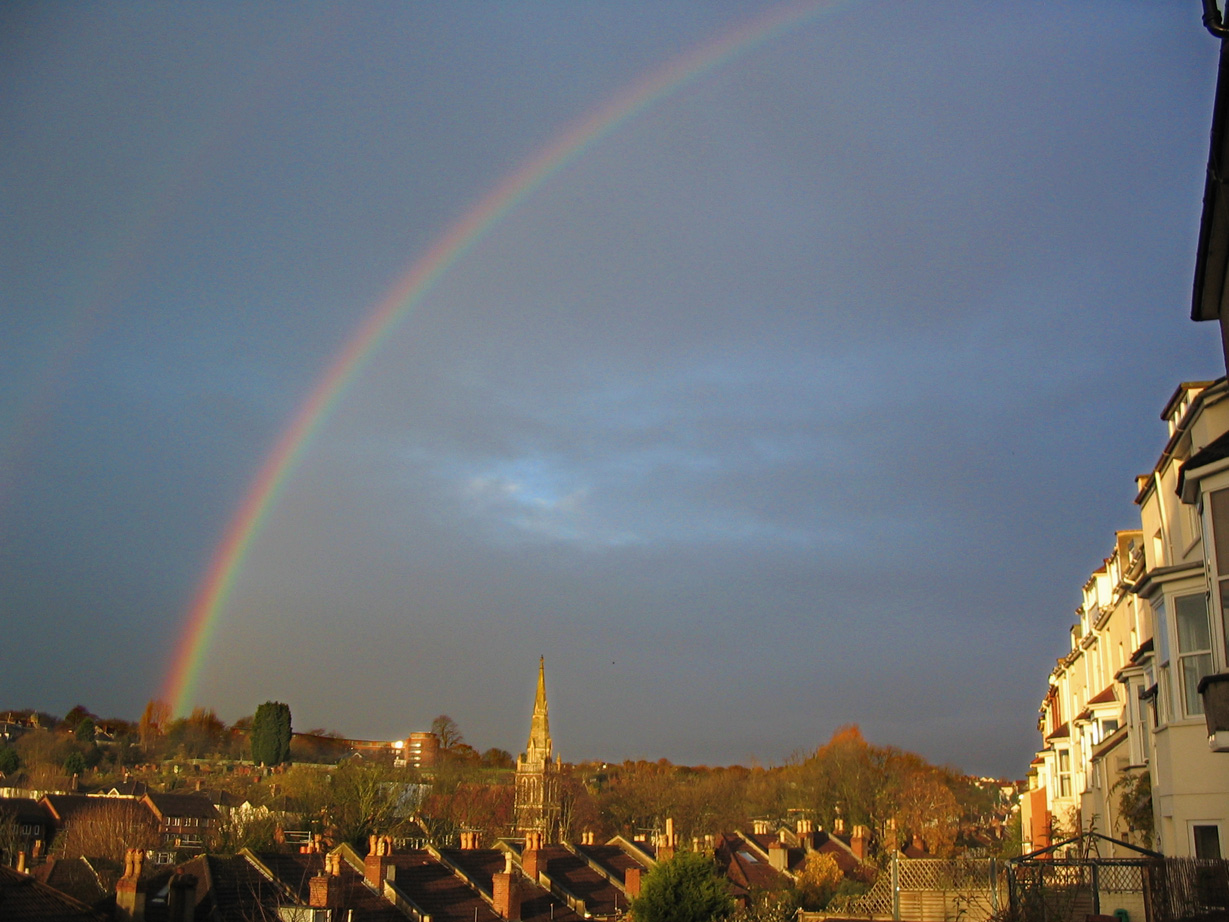

Tempo é o conjunto de fenômenos ocorrendo em uma dada atmosfera em um certo tempo. A maioria dos fenômenos de tempo ocorrem na troposfera, logo abaixo da estratosfera. O tempo se refere, geralmente, a temperatura e atividade de precipitação no dia a dia, enquanto o clima é um tempo para as condição atmosférica média em um longo período de tempo. Quando usado sem qualificação, "tempo" é entendido como o tempo da Terra.
O tempo ocorre pela diferença de densidade (temperatura e mistura) entre um local e outro. Essa diferença pode ocorrer por causa do ângulo do sol em um local específico, que varia de acordo com a latitude dos trópicos. O forte contraste de temperaturas entre o ar polar e tropical dá origem a correntes de ar. Sistemas de temperatura em altitudes medianas, como ciclones extratropicais, são causados pela instabilidade no fluxo das correntes de ar. Como o eixo da Terra é inclinado relativo ao seu plano de órbita, a luz solar incide em diferentes ângulos em diferentes épocas do ano. Na superfície da terra, a temperatura normalmente varia de ±40 °C anualmente. Ao passar de milhares de anos, mudanças na órbita da Terra afetou a quantidade e distribuição de energia solar recebida pela Terra e influenciou o clima a longo prazo.
A temperatura da superfície difere, por sua vez, por causa de diferença de pressão. Altas altitudes são mais frias que as mais baixas por causa da diferença na compressão do calor. A previsão do tempo é uma aplicação da ciência e tecnologia para predizer o estado da atmosfera da Terra em uma determinada hora e lugar. A atmosfera da Terra é um sistema caótico, então pequenas mudanças em uma parte do sistema podem causar grandes efeitos no sistema como um todo. Os homens tem tentado controlar o clima ao longo da história, e há evidências que atividades humanas como agricultura e indústria tenham inadvertidamente modificado os padrões climáticos.

## Vida

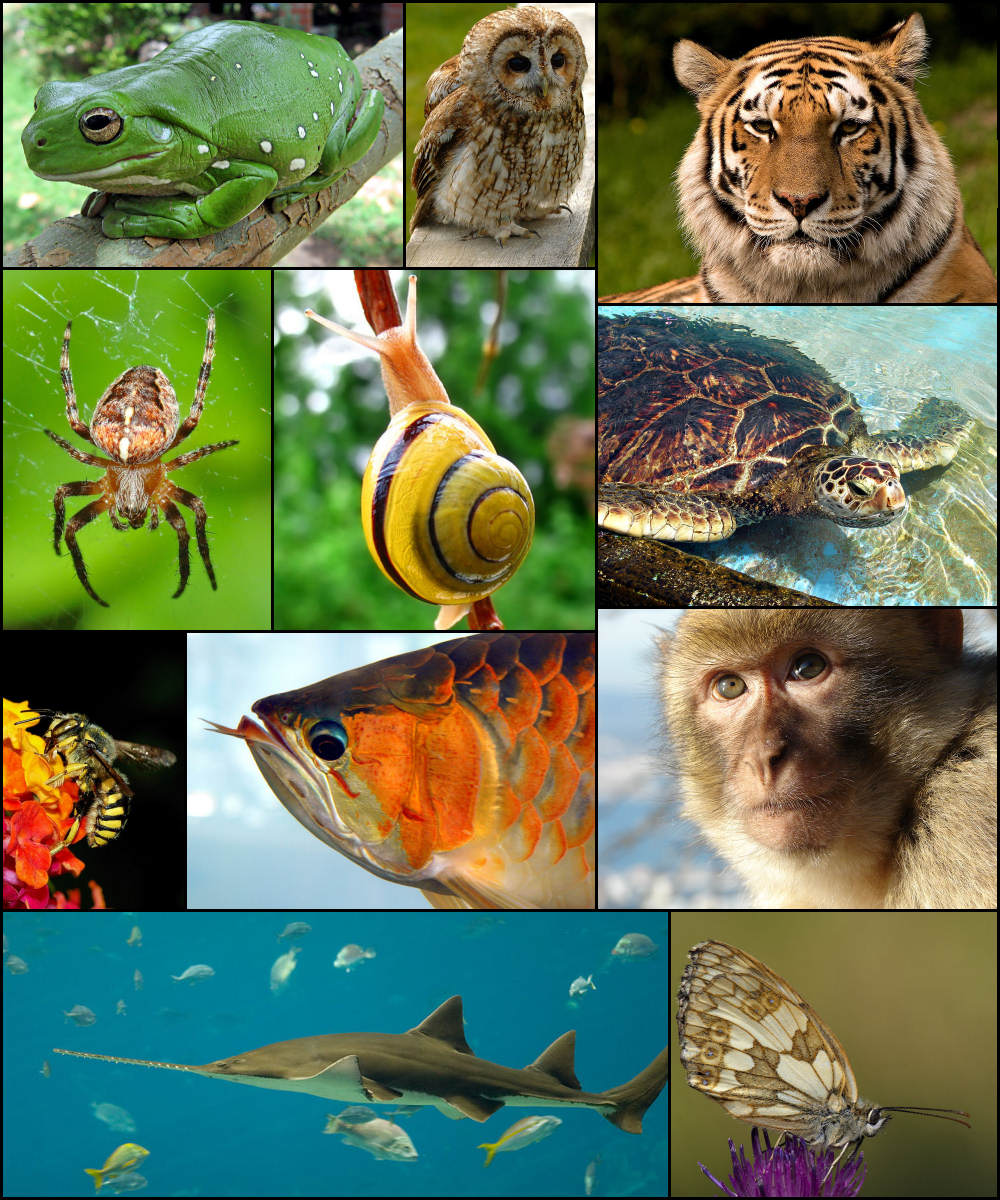

As evidências sugerem que a vida na Terra tenha existido a 3,7 bilhões de anos. Todas as formas de vida compartilham mecanismos moleculares fundamentais, e baseando-se nessas observações, teorias sobre a origem da vida tem tentado encontrar um mecanismo explicando a formação do organismo de célula única primordial de onde toda a vida se originou. Há muitas hipóteses diferentes sobre o caminho que pode ter levado uma simples molécula orgânica, passando por vida pré-celular, até protocelular e metabolismo.
Na biologia, a ciência dos organismos vivos, "vida" é a condição que distingue organismos ativos da matéria inorgânica, incluindo a capacidade de crescimento, atividade funcional e a mudança contínua precedendo a morte. Um diverso conjunto de organismos vivos (formas de vida) pode ser encontrado na biosfera da Terra, e as propriedades comuns a esses organismos - plantas, animais, fungos, protistas, archaea e bactéria - são formas celulares baseadas em carbono e água com uma complexa organização e informações genéticas hereditárias. Organismos vivos passam por metabolismo, mantém homeostase, possuem a capacidade de crescimento, responder a estímulo, reprodução e, através da seleção natural, se adaptar ao seu ambiente em sucessivas gerações. Organismos de vida mais complexa podem se comunicar através de vários meios.

## Ecossistema

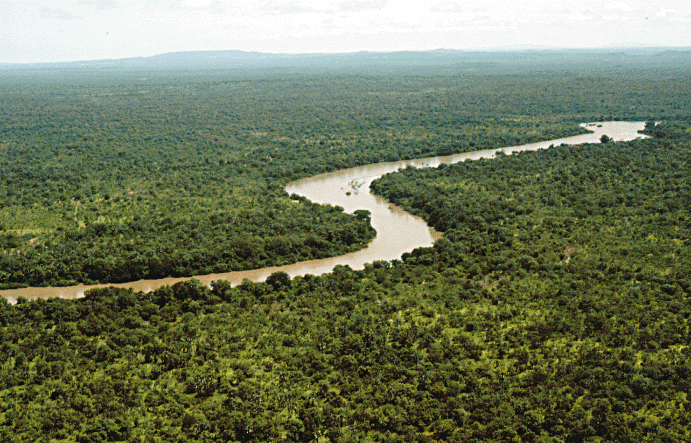

Um ecossistema é uma unidade natural consistindo de todas as plantas, animais e micro-organismos (fatores bióticos) em uma área funcionando em conjunto com todos os fatores físicos não vivos (abióticos) do ambiente.
Um conceito central do ecossistema é a ideia de que os organismos vivos estão continuamente empenhados em um conjunto altamente interrelacionado de relacionamentos com cada um dos outros elementos constituindo o ambiente no qual eles existem. Eugene Odum, um dos fundadores da ciência da ecologia, afirmou: "Qualquer unidade que inclua todos os organismos (ou seja: a "comunidade") em uma determinada área interagindo com o ambiente físico de modo que um fluxo de energia leva a estrutura trófica claramente definida, a diversidade biótica e ciclos de materiais (ou seja: troca de materiais entre vivos e não vivos peças) dentro do sistema é um ecossistema .".
O conceito humano de ecossistema é baseado na desconstrução da dicotomia homem / natureza, e na promessa emergente que todas as espécies são ecologicamente integradas com as outras, assim como os constituintes abióticos de seu biótipo.

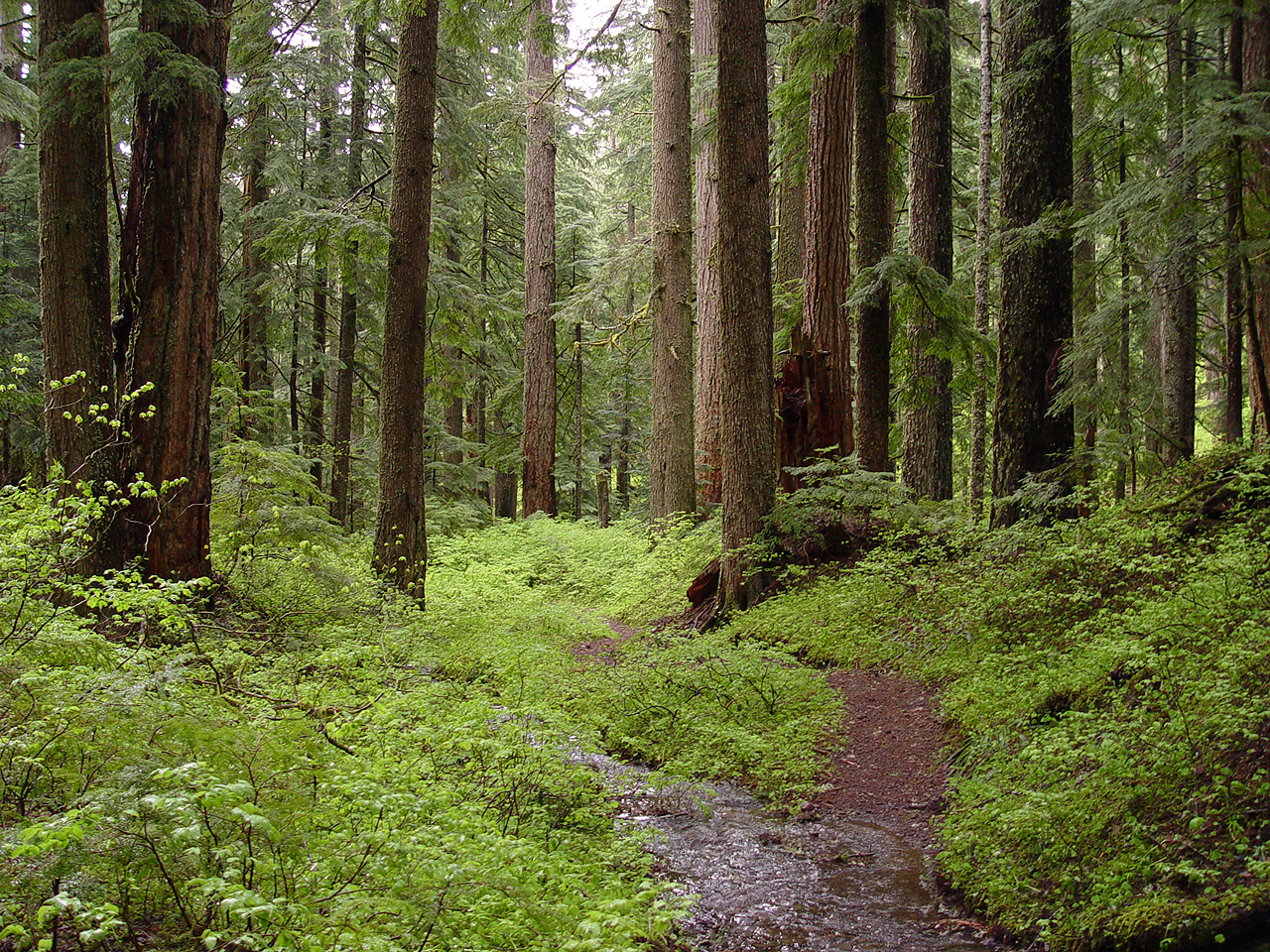

Um maior número ou variedade de espécies ou diversidade biológica de um ecossistema pode contribuir para uma maior resiliência do ecossistema, porque há mais espécies presentes no local para responder a mudanças e assim "absorver" ou reduzir seus efeitos. Isso reduz o efeito antes de a estrutura do ecossistema mudar para um estado diferente. Esse não é sempre o caso e não há nenhuma prova da relação entre a diversidade de espécies em um ecossistema e sua habilidade para prover um benefício a nível de sustentabilidade. Florestas tropicais úmidas produzem muito pouco benefício e são extremamente vulneráveis a mudança, enquanto florestas temperadas rapidamente crescem de volta para seu estado anterior de desenvolvimento dentro de um ciclo de vida. após cair ou a floresta pegar fogo.[carece de fontes?] Algumas pradarias têm sido exploradas sustentavelmente por milhares de anos (Mongólia, turfa europeia)).[carece de fontes?]
O termo "ecossistema" pode também ser usado para ambientes criados pelo homem, como ecossistemas humanos e ecossistemas influenciados pelo homem, e pode descrever qualquer situação na qual há uma relação entre os organismos vivos e seu ambiente. Atualmente, existem poucas áreas na superfície da terra livres de contato humano, apesar de algumas áreas genuinamente selvagens continuem a existir sem qualquer forma de intervenção humana.

## Biomas

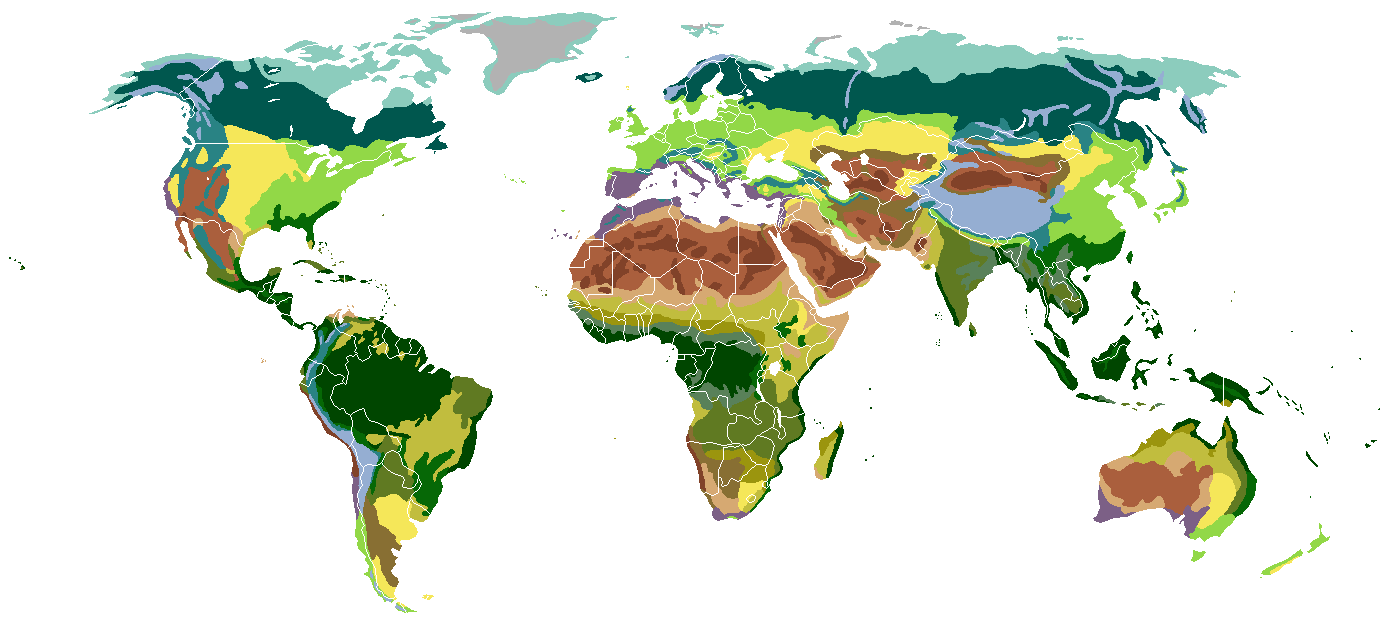

Bioma é, terminologicamente, similar ao conceito de ecossistemas, e são áreas na Terra climática e geograficamente definidas com condições climáticas ecologicamente similares, como uma comunidades de plantas, animais e organismos do solo, geralmente referidos como ecossistemas. Biomas são definidos na base de fatores como estrutura das plantas (como árvores, arbustos e grama), tipo de folha (como broadleaf e needleleaf), e clima. Ao contrário das ecozonas, biomas não são definidos pela genética, taxonomia, ou similaridades históricas. biomas são normalmente identificados com padrões particulares de sucessão ecológica e vegetação clímax.

## Ciclos biogeoquímicos
Um ciclo biogeoquímico é o percurso realizado no meio ambiente por um elemento químico essencial à vida. Ao longo do ciclo, cada elemento é absorvido e reciclado por componentes bióticos (seres vivos) e abióticos (ar, água, solo) da biosfera e, às vezes, pode se acumular durante um longo período de tempo em um mesmo lugar. É por meio dos ciclos biogeoquímicos que os elementos químicos e compostos químicos são transferidos entre os organismos e entre diferentes partes do planeta.
Os mais importantes são os ciclos da água, oxigênio, carbono, nitrogênio e fósforo.
- O ciclo do nitrogênio é a transformação dos compostos contendo nitrogênio na natureza.
- O ciclo da água, é o contínuo movimento da água na, sobre e abaixo da superfície da Terra. A água pode mudar de estado entre líquido, vapor e gelo em suas várias etapas.
- O ciclo do carbono é o ciclo biogeoquímico no qual o carbono é passado entre a biosfera, pedosfera, geosfera, hidrosfera e a atmosfera.
- O ciclo do oxigênio é o movimento do oxigênio dentro e entre os três maiores reservatórios: a atmosfera, a biosfera e a litosfera. O principal fator do ciclo do oxigênio é a fotossíntese, que é responsável pela composição atmosférica e pela vida na Terra.
- O ciclo do fósforo é o movimento do fósforo pela litosfera, hidrosfera e biosfera. A atmosfera não possui um papel significativo no movimento do fósforo porque o fósforo e componentes fosfóricos são normalmente sólidos nos níveis mais comuns de temperatura e pressão na Terra.

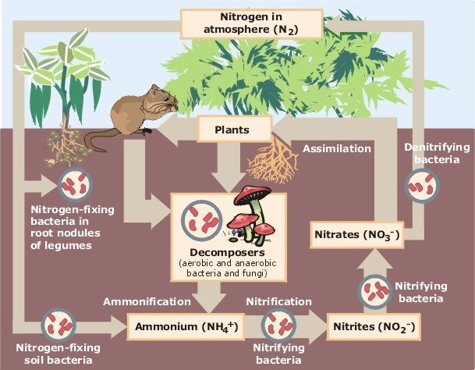
Ciclo do nitrogênio
Ciclo da água
Ciclo do carbono
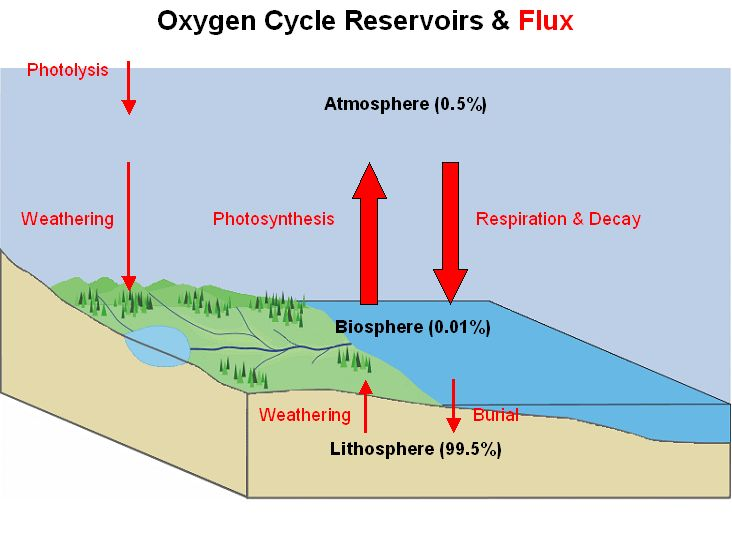
Ciclo do oxigênio

## Desafios

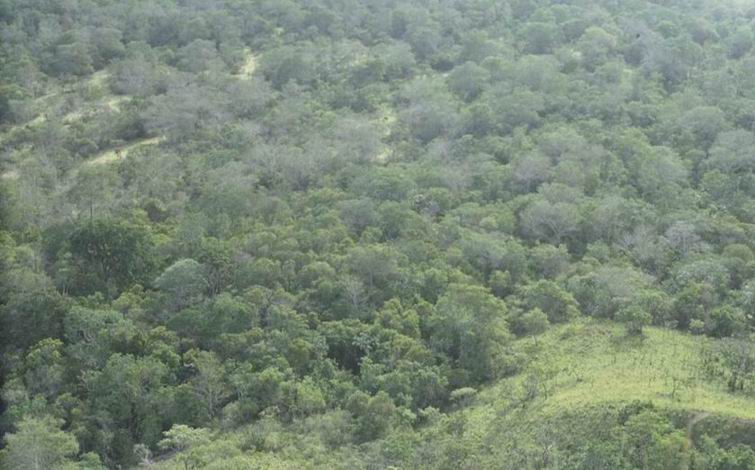
Floresta amazônica no Brasil. As florestas tropicais da América do Sul contêm a maior diversidade de espécies na Terra, incluindo algumas que se desenvolveram ao longo das últimas centenas de milhares de anos.

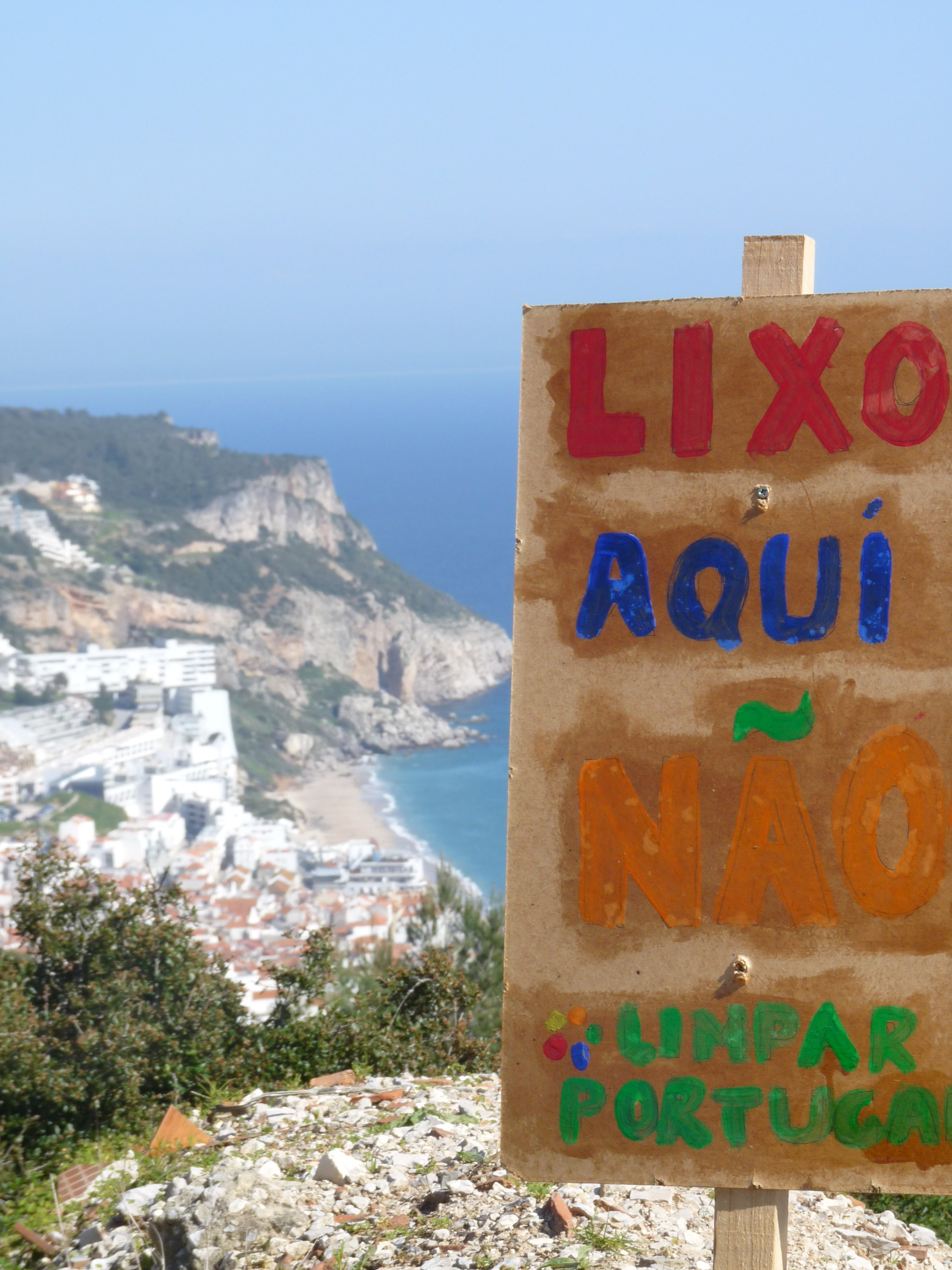
Cartaz ecológico em Sesimbra.

O ambientalismo é um largo movimento político, social, e filosófico que advoga várias ações e políticas com interesse de proteger a natureza que resta no ambiente natural, ou restaurar ou expandir o papel da natureza nesse ambiente. 
Objetivos geralmente expressos por cientistas ambientais incluem:

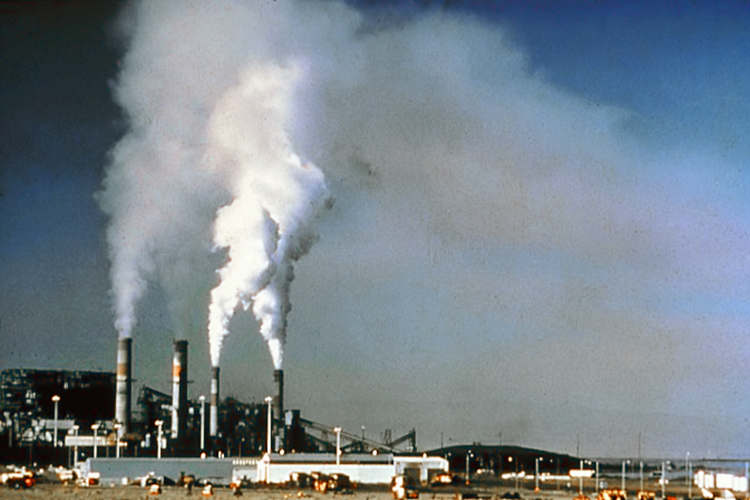
Antes da instalação de dessulfuração de gases de combustão, as emissões poluentes desta usina no Novo México continham uma quantidade excessiva de dióxido de enxofre.

- Redução e limpeza da poluição, com metas futuras de poluição zero;
- Reduzir o consumo pela sociedade dos combustíveis não-renováveis;[27]
- Desenvolvimento de fontes de energia alternativas, verdes, com pouco carbono ou de energia renovável;
- Conservação e uso sustentável dos escaços recursos naturais como água, terra e ar;
- Proteção de ecossistemas representativos ou únicos;
- Preservação de espécie em perigo ou ameaçadas de extinção;
- O estabelecimento de reservas naturais e biosferas sob diversos tipos de proteção; e, mais geralmente, a proteção da biodiversidade e ecossistemas nos quais todos os homens e outras vidas na Terra dependem.

Grandiosos projetos de desenvolvimento - megaprojetos - colocam desafios e riscos especiais para o ambiente natural. Grandes represas e centrais energéticas são alguns dos casos a citar. O desafio para o ambiente com esses projetos está aumentando porque mais e maiores megaprojetos estão sendo construídos, em nações desenvolvidas e em desenvolvimento.